# Joachim Christoph Janisch
Joachim Christoph Janisch (* um 1747; † um 1808) war Stadthauptmann und Ratsherr der Stadt Dömitz.

## Leben
Janisch stammte aus Clenze (heute Landkreis Lüchow-Dannenberg), wo sein Vater Hans Heinrich Janisch Bürger war. Als Janisch am 21. Januar 1780 in Hitzacker die Tochter des Herrn Johann Niclas Behrens (Bürger und Schiffer in Hitzacker) Marie Elisabeth Behrens (* 24. Dezember 1755 in Hitzacker) heiratete, war er zu der Zeit Bürger, Schiffer und Handelsmann in Dömitz an der Elbe. Später wurde er auch noch Kaufmann, Holz- und Kornhändler sowie „mittelst Patents vom 15ten October 1783 zum Stadthauptmann und Rathsherrn“ der Stadt Dömitz ernannt. Er bat mit einem an den Herzog Friedrich Franz I. (Mecklenburg) gerichteten Schreiben vom 14. August 1801 um seine Entlassung, um ab „Michaeli d. J. … meine im Holsteinischen belegenen Güter selbst zu bewirtschaften“ und somit „über die Grenze meines Vaterlandes [zu] scheiden“. Er hatte mit seiner Ehefrau zusammen sieben Kinder.

## Erwerb von Gütern
Janisch muss wohlhabend gewesen sein. Er hat sein etwa im Jahr 1786 erworbenes „im ritterschaftlichen Amte Boitzenburg belegenes Allodial Guth Horst cum Pertinentiis“ im Frühjahr 1801 an den Landsyndikus Detlev Friedrich Dreves zu Schwerin verkauft und im Anschluss daran das Gut Borstel erworben. Nach dem Verkauf des Gutes Borstel hat er 1804 das Gut Bossee/Westensee für „292.000 Rthlr. S. H. Courant und 100 Rthlr. Schlüsselgeld“ von dem Geheimen-Domainenrath Georg Friedrich Pauly auf Blengow (Amt Bukow)/Mecklenburg gekauft, um dieses jedoch bereits 1807 wieder für 293.000 Rthlr. an den Legationssekretät Johann Ernst Leisching zu veräußern. In den Jahren 1807/1808 (bis zu seinem Tod) war er Gutsherr der Güter Gustevel/Gustävel, Poverstorff/Schönlage und Necheln/Alt-Necheln im Mecklenburgischen (alle süd-/südwestlich von Brüel gelegen), die er von Jan Jacob van Herzeele (Eigentümer des  Gutes Grabau 1807–1811) erworben hat.